# Малпилсский край
Ма́лпилсский край (латыш. Mālpils novads) — бывшая административно-территориальная единица в центральной части Латвии, в историко-культурном регионе Видземе. Существовал в 2009—2021 годах. Граничил с Ропажским, Сигулдским, Аматским и Огрским краями.
Площадь края составляла 220,91 км². Край включал единственную Малпилсскую волость.
Край был образован 1 июля 2009 года из части расформированного Рижского района. С 1 июля 2021 года упразднён, при этом Малпилсская волость была включена в состав укрупнённого Сигулдского края.

## Население
На 1 января 2010 года население Малпилсского края составляло 4039 человек.
Национальный состав населения края по итогам переписи населения Латвии 2011 года:
| Национальность | Численность, чел. (2011) | %        |
| -------------- | ------------------------ | -------- |
| Латыши         | 3069                     | 84,64 %  |
| Русские        | 364                      | 10,04 %  |
| Белорусы       | 65                       | 1,79 %   |
| Украинцы       | 51                       | 1,41 %   |
| Поляки         | 23                       | 0,63 %   |
| Литовцы        | 26                       | 0,72 %   |
| Другие         | 28                       | 0,77 %   |
| всего          | 3626                     | 100,00 % |

## Транспорт

### Автодороги
По территории края проходят региональные автодороги P3 Гаркалне — Алаукстс и P8 Инциемс — Сигулда — Кегумс.

Среди местных автодорог следует отметить V60 Малпилс — Заубе — Клигене, V61 Малпилс — Вите, V66 Сидгунда — Ропажи, V73 Сидгунда — Вите — Книедини и V84 Инчукалнс — Калейбуняс.

### Междугородное автобусное сообщение
Основные маршруты Малпилс — Рига, Малпилс — Сидгунда — Рига, Малпилс — Сигулда, Малпилс — Заубе, Сидгунда — Малпилс, Сидгунда — Эргли и Малпилс — Сидгунда — Огре.